# Potnia (Gattung)
Potnia ist eine Gattung der Buckelzirpen (Membracidae) aus der Familie der Rundkopfzikaden (Cicadomorpha) aus der Überfamilie der Membracoidea.

## Merkmale
Die Insekten sind ca. 6 bis 8 Millimeter lang. Die Färbung variiert von gelblich bis dunkelgelb, manchmal mit dunklen Flecken. Der Körper ist charakterisiert durch ein Pronotum, das vorne oben ein unpaares Horn oder einen Fortsatz trägt, ein weiterer Fortsatz nach hinten gerichtet. Der nach vorne gerichtete Fortsatz hat manchmal rote oder dunkle Flecke und kann bei Männchen reduziert sein oder sogar fehlen. Die Vorderflügel sind transparent und reichen in Ruhelage weiter nach hinten als das Pronotum. Der Femur der Hinterbeine ist deutlich kürzer als jener der Mittelbeine. Es gibt mehrere Gattungen, die im Habitus ähnlich sind und durch genauere Untersuchung unterschieden werden können: Alchisme, Ochropepla und Sakakibarella.

## Lebensweise
Die Individuen der Arten dieser Gattung kommen meist in Ansammlungen vor, die auch beisammen bleiben, wenn sie gestört werden. Wenn die Weibchen Eier legen, machen sie halbmondförmige Einschnitte in die Stängel, die sie dann mit einer dünnen weißen Substanz bedecken. Zudem machen die Weibchen Einschnitte in die Stängel über und unter der Stelle, an der sie die Eier an den Stängel legen. Die Weibchen bleiben bei dem Eipaket, bis die Larven schlüpfen und bewachen sie. Die Larven nützen die Einschnitte, um Pflanzensaft zu saugen. Manche Arten von Potnia sind mit Hautflüglern vergesellschaftet. So kommt zum Beispiel Potnia granadensis oft gemeinsam mit der Stachellosen Honigbiene Oxytrigona tatiaira und Ameisen der Art Ectatoma ruidum vor.

## Verbreitung und Arten
Die Gattung enthält 17 Arten, die ausschließlich in der Neotropis vorkommen. Das Verbreitungsgebiet reicht von Zentralmexiko südwärts bis zum nördlichen Argentinien. Sie kommen vor allem in feuchten Biotopen im Tiefland vor.
- Potnia affinis Buckton, 1902
- Potnia brevicornis (Fowler, 1894)
- Potnia cornigera Creão-Duarte & Sakakibara, 1997
- Potnia diringshofeni Creão-Duarte & Sakakibara, 1997
- Potnia dubia (Fowler, 1894)
- Potnia gladiator (Walker, 1851)
- Potnia granadensis (Fairmaire, 1846)
- Potnia inca Creão-Duarte & Sakakibara, 1997
- Potnia jacula (Fabricius, 1803)
- Potnia knightae Creão-Duarte & Sakakibara, 1997
- Potnia miracyae Creão-Duarte & Sakakibara, 1997
- Potnia pinheiroi Creão-Duarte & Sakakibara, 1997
- Potnia rectispina (Funkhouser, 1914)
- Potnia tapuruquarensis Creão-Duarte & Sakakibara, 1997
- Potnia turrialbensis Creão-Duarte & Sakakibara, 1997
- Potnia venosa (Germar, 1821)
- Potnia webbi Creão-Duarte & Sakakibara, 1997